# 体に効くテレビ
体に効くテレビ（からだにきくテレビ）は、テレビ東京で放送していたテレビ番組。
1995年4月7日 - 1996年3月29日に放送された健康情報番組で、テレビ東京のみ関東ローカルにて毎週金曜日の朝10時 - 10時54分に放送していた。

## 司会者
- 小林完吾（スタート - 1995年9月）
- 大仁田厚（同上）
- 生島ヒロシ（1995年10月 - 終了時）
- 槇徳子（当時、テレビ東京アナウンサー）

## 内容
健康・体に関することを紹介。